# Maninka (Sprache)
Maninka ist der Begriff für eng verbundene Dialekte und Sprachen der südöstlichen Untergruppe der Mande-Sprachen, die zu der Familie der Niger-Kongo-Sprachen gehören. Es ist die Muttersprache des Volkes der Malinke und wird von ca. 3.300.000 Menschen in Guinea und Mali gesprochen, wo das verwandte Bambara eine Nationalsprache ist, und auch in Teilen von Liberia, Senegal, Sierra Leone und der Elfenbeinküste, wo die Sprache jedoch keinen offiziellen Status besitzt.
Es lassen sich folgende ethnische Unterscheidungen vornehmen:
- Ost-Maninka, auch Malinke oder Maninka wird von 1.890.000 Sprechern in Guinea und ca. 200.000 in Liberia und Sierra Leone gesprochen;
- Maninka u. Konyanka haben 128.000 Sprecher in Guinea;
- Maninka u. Sankaran, auch Faranah genannt, wird in Guinea gesprochen;
- Waldmaninka, Teil der Maninka-Mori-Gruppe zusammen mit Wojenaka, Worodougou, Koro, Koyaga und Mahou, hat 15.000 Sprecher in der Elfenbeinküste.

## Anmerkung
Das Maninka ist nicht zu verwechseln mit dem verwandten Mandinka.